# Lunatics: A Love Story
Lunatics: A Love Story és una pel·lícula de comèdia romàntica amb neo-noir (especialment psycho -noir) estatunidenca del 1991 escrita i dirigida per Josh Becker, protagonitzada per Ted Raimi, Deborah Foreman i Bruce Campbell. La pel·lícula explica la història d'un jove aspirant a poeta paranoic que, després d'una conversa telefònica accidental amb una dona aparentment dolça, es veu obligat a superar les seves preocupacions per guanyar-se el seu cor. La música de la pel·lícula va ser composta per Joseph LoDuca, i va ser editada per Kaye Davis.

## Trama
En una zona difícil de Los Angeles, un aspirant a poeta ha passat sis mesos sense sortir del seu apartament a causa dels seus deliris obsessius sobre metges cruels, violadors i aranyes. Mentrestant, una dona que sembla maleir les coses per voler ajudar és abandonada pel seu xicot i es troba avariada als carrers de LA. Aviat es topa amb una colla local. A causa d'una errada telefònica, el nostre heroi la truca a una cabina de telèfon intentant marcar una "línia de conversa" i la convida al seu lloc. Allà es veuen obligats a ajudar-se mútuament per superar els seus problemes particulars.

## Repartiment
- Deborah Foreman com a Nancy
- Ted Raimi com a Hank
- Bruce Campbell com a Ray
- George Aguilar com a cometa
- Brian McCree com a Presto